# Наум Манивилов
Наум Манивилов, известен с псевдонима Преспански (на македонска литературна норма: Наум Манивилов – Преспански), е поет от Народна Република Македония.

## Биография
Роден е в 1934 година в преспанското село Любойно, тогава в Югославия. Завършва средно образовние. Работи като новинар във вестник „Млад борец“. Член е на Дружеството на писателите на Македония от 1960 година. Умира в 1961 година.